# Катрина Кеф
Катрина Кеф ((енгл. Katrina Kaif, IPA: /0.03/; рођена 16. јула 1983. године у Хонг Конгу) је британска глумица и модел индијског порекла. Позната је по улогама у индијским филмовима. Иако јој филмски критичари нису наклоњени, њени филмови су врло комерцијални, тако да спада у ред најплаћенијих индијских глумица.

## Каријера
Иако је рођена у Хонгконгу, Катрина је своје детињство провела у неколико земаља, пре него што се њена породица настанила у Лондону. Прве манекенске кораке је учинила још као тинејџер. На једној модној ревији у Лондону приметила је филмска режисерка Кизад Густад, и добила је улогу у филму Бум који је доживео потпуни фијаско. Међутим филмски ствараоци је нису искључили из даљих планова. Након сарадње са Толивудом и Моливудом 2004. године, Катрина доживљава потпуни успех у Боливуду који је тих година био у наглој експанзији. Први филмови су били романтичне комедије, после чега су критичари говорили да недостатак глумачког талента надомешћује улогама у филмовима у којима су доминирали мушкарци.У филму "Намести Лондон" је по први пут имала главну улогу. Катарина је искористила свој живот у Лондону као референцу за њену улогу британско - индијске девојчице која је намерила да се уда са британским дечком, упркос неодобравању родитеља. Катаринина хемија са партнером у филму Ашахом Кумаром је била посебно добро примљена, и сарадњу ће наставити и касније. Катаринина улога у терористичкој драми Њујорк 2009. године је била такође одлично примљена, добивши номинацију за Филмферова награду за најбољу главну глумицу. Још једну номинацију је добила две године касније за филм Братова невеста. 
Упркос променљивим критикама за њене глумачке способности, она је једна од комерцијално најуспешнијих глумица у хинду-кинематографије. Катрина је заштитно лице многих брендова укључујући Лукс, Панасоник, Лакме и Л'Ореал. Према Хиндустан тајмсу она је у 2014. години зарадила између 780.000 и 940.000 долара по улоги, чинећи је једном од најтраженијих индијских личности. 2013. године била је на деветом месту Форбсове листе најпознатијих уметника Индије, са годишњим приходом од 9,9 милиона долара. Катрина је 2015. године постала осма боливудска глумица која је добила воштану фигуру у музеју Мадам Тисо у Лондону.

## Остало
Поред глуме, Каиф је укључена у добротворне организације своје мајке и учествује у позоришним емисијама. 
Чувена је због њеног приватног живота, који је често на удару многих медија. Углавном није спремна да разговара о њеном љубавном животу. Иако су већ 2003. године постојале гласине о њеној вези са колегом глумцем Салман Каном, није се знало ништа о свему тек после раскида када је Катарина то описала као прву озбиљну везу. Након тога су остали пријатељи, а она је изјавила: "Имао је огромну улогу у мојој каријери. Нема сумње у то. Ценим његово мишљење и Салман је имао највећи утицај на мој живот. Када сам била млада, постала сам пријатељ са њим, а његова личност је јака. Када се присетим и видим његов утицај на мој живот, то је било огромно."
Наводни разлог њиховог раскида је била Катаринина блискост са Рабир Капуром, током снимања филмова. Иако су они то негирали медији су пажљиво пратили природу њихових односа. Августа 2013. године се појавила њихова фотографија са одмора на Ибици, што је протумачено као потврда афере. након овога Катарина се обратила медијима рекавши да је узнемирена и нападнута кршењем приватности. Касније је признала да је Капур био важан део њеног живота.
Катарина не поседује кућу у Индији већ је купила некретнине у Лондону. Као британски држављанин, она путује у Индију са визом. Веома је блиска са својом породицом. Њена мајка је хришћанка а отац муслиман, па је васпитана да поштује све вере.